# Shin Takarajima
Shin Takarajima (яп. 新宝島 Син такарадзима, рус. «Новый остров сокровищ») — приключенческая манга, написанная Осаму Тэдзукой и опубликованная в 1947 году.

## Сюжет
Мальчик по имени Пит находит в бумагах своего отца карту некоего острова и быстро отправляется в порт, чтобы успеть на отплывающий корабль. Добравшись туда, Пит беседует с капитаном (имя которого не раскрывается) и высказывает мнение, что на найденной им карте изображён остров сокровищ. Ночью корабль подвергается нападению пиратов под предводительством Боуарла. Они берут Пита и капитана в плен, связывают и сажают их в трюм, а карту забирают себе. Корабль пиратов попадает в шторм, Питу и капитану удаётся освободиться, забрать карту и сбежать. Они сооружают плот из обломков корабля и дрейфуют в открытом море. Им удаётся причалить к острову. Сконструировав хижину и найдя еду, герои отправляются исследовать остров. Вскоре капитан приходит к выводу, что они попали именно на тот остров, который изображён на карте. Впоследствии на остров прибывают и пираты. Они захватывают карту и самостоятельно отправляются на поиски сокровищ. Найденный ими сундук оказывается пуст, а затем на них нападают дикие звери. Пит попадает в плен к местному племени, но его спасает человек по имени Баррон. Он же помогает Питу и капитану найти сундук с драгоценностями. К острову причаливает корабль, на который в начале истории напали пираты. Команда подбирает на борт Пита, капитана и сокровища, и уплывает. Оказывается, что события с момента нападения пиратов и далее были сном Пита.

## Создание
Сюжет манги был придуман писателем Ситимой Сакаем, а рисовал мангу Осаму Тэдзука, бывший на тот момент студентом медицинского факультета. В ней автор впервые применил кинематографические эффекты: крупный план, подчёркивание движения, растягивание одной сцены на несколько кадров. Произведение вышло в свет в 1947 году. Оно было опубликовано в формате «акахон» (рус. «красная книга») издательством Ikuei Shuppan. При этом издательство существенно сократило объём оригинала и выпустило 60-страничное издание манги, тогда как изначальный объём составлял 250 страниц. В 1965 году студией Mushi Productions по мотивам манги был снят фильм с одноимённым названием.

## Популярность и критика
В течение одного года манга разошлась тиражом около 400 000 копий, что по меркам того времени расценивалось специалистами как крупный успех. После публикации многие журналы предложили Тэдзуке работу.
Кинко Ито писала о том, что комикс особенно привлёк внимание юных читателей. Похожее мнение высказала Нацу Онода Пауэр, добавив, что манга повлияла на творчество большинства будущих мангак и стала образцом для подражания. Сюзанна Филлипс отмечала наличие в манге отсылок к таким художественным произведениям, как «Остров сокровищ», «Робинзон Крузо», а также к романам о Тарзане; она же утверждала, что Shin Takarajima стал поворотной точкой в истории манги.

## Комментарии
1. ↑  По другим данным — около 800 000[5].